# Gerard K. O'Neill
Gerard Kitchen O'Neill (Brooklyn, 6 febbraio 1927 – Redwood City, 27 aprile 1992) è stato un fisico statunitense.

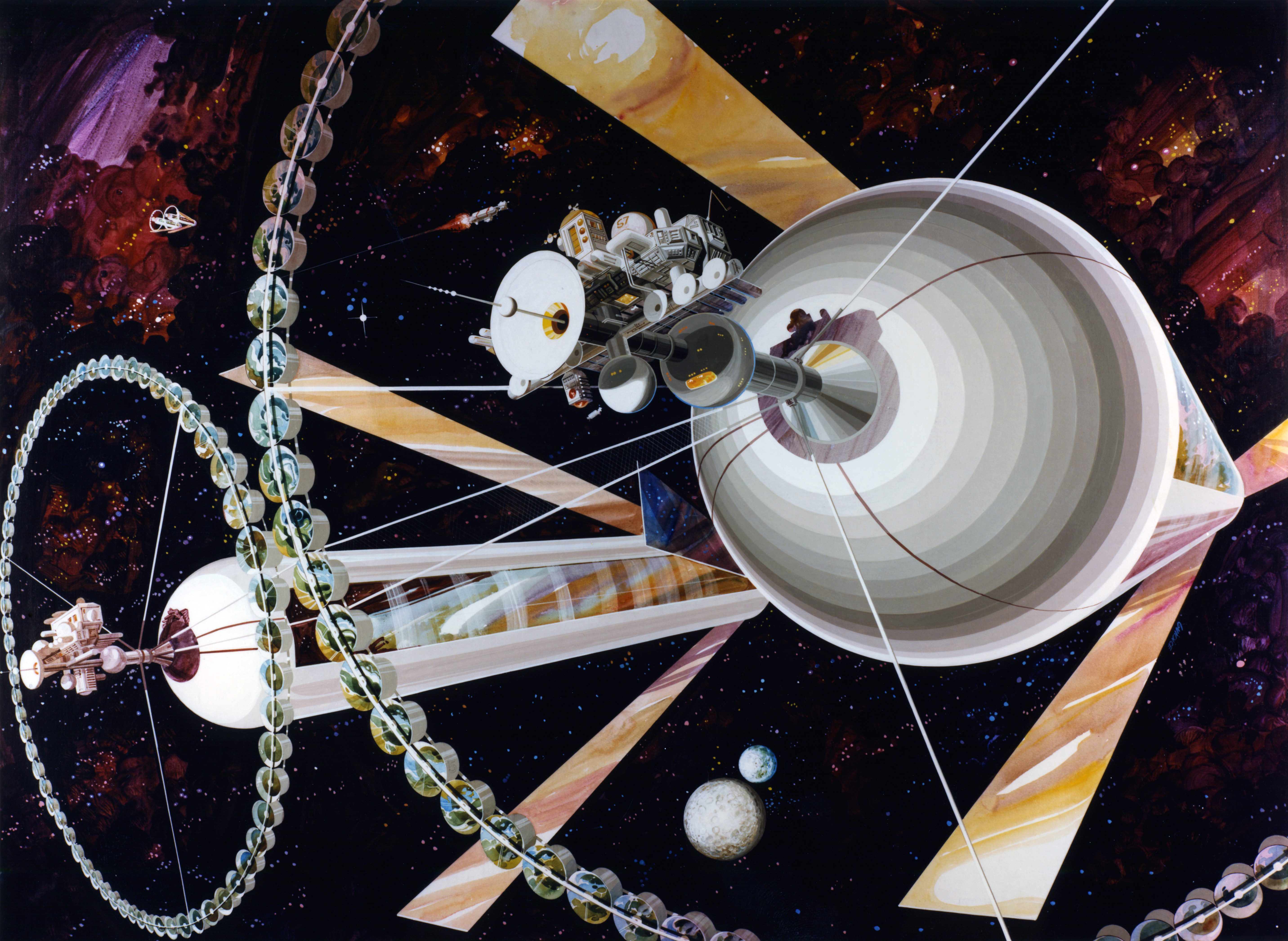
Cilindri di O'Neill

Professore presso l'Università di Princeton, è stato un pioniere della colonizzazione dello spazio, descrivendo il cilindro di O'Neill nel saggio Colonie umane nello spazio.
È morto all'età di 69 anni per complicazioni dovute alla leucemia.